# Даррен Керк
Даррен Керк (англ. Darren Kirk; нар. 23 липня 1968) — колишній британський тенісист.
Найвищу одиночну позицію світового рейтингу — 650 місце досяг 9 березня 1992, парну — 261 місце — 20 липня 1992 року.

## Титули ATP Челленджер

### Парний розряд: (1)
| Ранг | Дата     | Турнір                              | Покриття | Партнер      | Суперники                 | Рахунок       |
| ---- | -------- | ----------------------------------- | -------- | ------------ | ------------------------- | ------------- |
| 1.   | Лип 1992 | Bristol Challenger Бристоль, Англія | Трава    | Брент Ларкем | Кент Кіннієр Петер Нюборґ | 3–6, 7–6, 6–4 |